# Álex Montero
Alejandro Montero Isla, (nacido el 27 de abril de 2003 en Madrid) más conocido como Álex Montero, es un jugador de baloncesto español que juega en el Movistar Estudiantes de la Primera FEB. Con 1,86 metros de estatura, juega en la posiciones de base y escolta.

## Trayectoria
Formado en la cantera del Movistar Estudiantes, en la temporada 2020-21 logra debutar con el filial en Liga EBA.
El 11 de diciembre de 2022, hace su debut con el primer equipo del Movistar Estudiantes en la Liga LEB Oro en un encuentro frente al TAU Castelló que acabaría con victoria por 77 a 52.
El 18 de agosto de 2023, firma por el Club Juventud Alcalá de la Liga LEB Plata, cedido por el Movistar Estudiantes.
En la temporada 2024-25, forma parte de la primera plantilla del Movistar Estudiantes de Primera FEB.